# Stolnica svetega Bava
Stolnica svetega Bava (znana tudi kot stolnica Sint-Baafs ali nizozemsko Sint Baafskedhedraal) je gotska stolnica v Gentu v Belgiji. Je sedež škofije Gent.

## Opis
Stavba je bila zgrajena na mestu nekdanje kapele svetega Janeza Krstnika, lesena konstrukcija, ki jo je leta 942 posvetil Transmar, škof Tournaija in Noyona. V grobnici stolnice so še vidni njeni ostanki.
Kapela je bila pozneje leta 1038 razširjena v romanskem slogu. Nekatere sledi te širitve so še vedno očitne v današnji kripti.
V naslednjem obdobju od 14. do 16. stoletja so stavbo neprekinjeno širili v gotskem slogu. V tem času so bili dodani nov kor, stranske  kapele, razširjeni transepti, kapiteljska dvorana, stranske ladje in en stolp na zahodnem delu. Gradnja je bila dokončana 7. junija 1569.
Leta 1539 je bila zaradi upora proti Karlu V. razpuščena stara opatija svetega Bava. Njen opat in menihi so postali kanoniki v kapitlju, ki je bil dodan novi cerkvi svetega Bava. Ko je bila leta 1559 ustanovljena Gentska škofija, je cerkev postala stolnica. V njej je bil krščen Karel V.

## Notranjost
- Notranjost romanske kripte s freskami
- Kamnit in marmornat okras v ladji
- Orgle, izdelane leta 1935, so največje v Beneluksu

### Orgle
Stolnica ima na razpolago štiri orgle za liturgična praznovanja.  Najbolj znane so glavne v zgornji cerkvi, ki so največje v Beneluksu. Leta 1935 je monsinjor Coppieters ukazal, naj Klaisove orgle s svetovne razstave postavijo v stolnico. Ohišje je iz 18. stoletja, celotne orgle imajo več kot 6000 cevi ter pet manualov. 

### Umetnost
V stolnici je več umetniških del. V njej so Rubensova slika Sveti Bavo vstopa v gentski samostan, dela Lucasa de Heereja ali dela po njem, od katerih je ena Pogled na Gent. Frans Pourbus starejši je naslikal 14 plošč, ki predstavljajo Zgodovino svetega Andreja (1572) in Triptih Viglija Aytte (1571). Caspar de Crayer je predstavljen s slikami Sveti Makarij Gentski, Obglavljenje svetega Janeza Krstnika in Mučeništvo svete Barbare. V cerkvi so tudi deli Antoona van den Heuvela Kristus in prešuštnica in Vstajenje Kristusa. Je tudi nekaj del Lucasa van Udna in Jana van Cleefa. 

#### Gentski oltar
Stolnica je znana po Gentskem oltarju, prvotno je bil v kapeli Joosta Vijda. Uradno je znan kot Čaščenje mističnega jagnjeta, delo Huberta in Jana van Eycka. To delo velja za najpomembnejše Van Eyckovo delo in eno najpomembnejših del zgodnje severne renesanse ter eno največjih umetniških mojstrovin v Belgiji. 

### Kor
Najveličastnejši je visok kor s prostori za člane kapitlja svetega Bava. Škofovski prestol je postavljen na desni strani s škofovskim grbom. Značilnosti notranjega okrasja kora so baročni glavni oltar (1702–1782) v belem, črnem in rdečem marmorju, nagrobniki gentskih škofov, med njimi Antonija Triesta v belem in črnem marmorju (1652–1654 ), glavno delo Jeroma Duquesnoya (II). Na desni strani je galerija z naslikanimi perjanicami članov reda Zlatega runa.
V koru je slika iz leta 1559 Kraljica iz Sabe obišče Salomona flamskega umetnika Lucasa de Heereja. To alegorično delo prikazuje kralja Salomona kot Filipa II., prepoznavnega po obraznih potezah, ki prejema darila od kraljice iz Sabe, alegorije Nizozemskih dežel, ki predstavlja to državo, ki v zahvalo za svojo preudarno vlado daruje bogastvo španskemu kralju.

### Ladja
V ladji je lepa rokokojska prižnica (1741–1745), izdelana iz hrasta, pozlate ter belega in črnega marmorja Laurenta Delvauxa z ograjo iz kovanega železa J. Arensa. Stole je zasnoval sodobni oblikovalec Maarten Van Severen. Glavni oltar je med ladjo in korom.

## Zakladnica in kripta
V Sveti kapeli je na ogled pomemben triptih Kalvarija. To delo iz 15. stoletja pripada Justu van Gentu. Dragocena je zbirka pomembnih liturgičnih zlatih in srebrnih predmetov, relikvij in liturgičnih posod od 15. stoletja do danes. Med relikvijami je pomembna glava svetega Janeza Krstnika in svetega Makarija, pa tudi zbirka ročno klesanih liturgičnih okraskov, ki so eni najpomembnejših v državi.

## Kapitelj svetega Bava
Še danes je vse od njegove ustanovitve kapitelj v stolnici. Člani so bili prelati in člani plemiških hiš iz drugih krajev. Danes je Jozef De Kesel eden od častnih kanonikov. Kapitelj Haarlema in Genta sta združena v prijateljstvu. Tedensko s škofom pojejo maše.
- Maximilian van de Woestyne de Becelaere, umrl 1699: nečak markiza Becelaera
- Jacques Ignace van Parys, umrl 1702 : Rubensov vnuk
- Constant van Crombrugghe
- François III. Maria Rubens, umrl 1720: Rubensov pravnuk
- Petrus Joseph Triest, ustanovitelj Broeders van Liefde
- Thomas-Philip d'Alsace, kardinal
- Antoon Stillemans, preden je bil posvečen v škofa
- Gustaaf Joos, preden je postal kardinal
- Jozef De Kesel, častni kanonik
- Lode Aerts, preden je bil posvečen v škofa

## Grobnice
- Cornelius Jansen (1510–1576), prvi škof Genta (1565–1576)
- Karl vanden Bosch, škof
- Princ Ferdinand de Lobkowitz (1726–1795) škof, 1779–1795
- Philippus Erardus van der Noot, baročna grobnica, delo Jana Boeksenta
- Michelle Valois, burgundska vojvodinja
- in drugi.